# جوي باتي
جوي باتي هو ممثل ومغني إنجليزي عرف لدوره شخصية ياسكير في مسلسل ذا ويتشر.

## روابط خارجية
- جوي باتي على موقع IMDb (الإنجليزية)
- جوي باتي على موقع ميوزك برينز (الإنجليزية)
- جوي باتي على موقع قاعدة بيانات برودواي على الإنترنت (الإنجليزية)
- جوي باتي على موقع قاعدة بيانات الفيلم (الإنجليزية)
- جوي باتي على موقع كينوبويسك (الروسية)